# Galeșu, Argeș
Galeșu este un sat în comuna Brăduleț din județul Argeș, Muntenia, România. Este atestat istoric de peste 250 de ani. Locuitorii săi își au obârșia în satul omonim din Mărginimea Sibiului (Galeș - Săliște). .

## Istoric
Față de alte așezări românești, satul Galeș este relativ tânăr, luând ființă după 1750, prin stabilirea aici a mai multor familii de etnici români din Mărginimea Sibiului, unde există un sat cu același nume (Galeș) atestat din secolul al XIII-lea. 
Bătrânii încă povestesc că moșii lor și-au făcut întâi bordeie prin crânguri, departe de râu, de drum, pentru a se adăposti de ochii spionilor veniți de dincolo de Carpați. Cătunul Ungureni – probabil cel mai vechi din sat, oferă și astăzi mărturii în acest sens.
Credincioșii ardeleni s-au adăpostit pe pământurile Mănăstirii Aninoasa (la răsărit de Vâlsan), ale Episcopiei Argeșului (la miază-zi și apus) și ale boierilor  Brătieni (la miază noapte), fiind acceptați ca clăcași vreme de 100 de ani, până la întâia împroprietărire datorată lui Alexandru Ioan Cuza, în 1864. Atunci au primit pământ 126 de familii, fiecare după puterea și vitele de muncă pe care le avea. 
Cataloagele parohiale reconstituite pe diferite perioade arată că populația satului era:
- în 1877, cel puțin 153 de familii
- în 1894, 199 de familii și 908 persoane
- în 1936, 370 de familii și 1245 persoane, atingând vârful demografic în anul 1975.

## Biserica

Biserica din Galeș.

Catagrafia Eparhiei Argeșului din 1824, care o completează pe cea din 1808, arată că Galeșul făcea parte din plaiul Arefului Loviștii, care cuprindea 46 de biserici, multe dintre ele ctitorii ale episcopului Iosif I. Biserica de lemn din Galeș avea hramul „Intrarea în Biserică” – același cu biserica mult mai veche din Galeșul Sibiului – și printre slujitori pe Popa Păun, Popa Mihai, Popa Toma și Constantin, fiii lui Mihai.
Preotul Alecu Popescu (1826-1890) sau Popa Alecu, fiul lui Popa Constantin, a ctitorit întâia biserică zidită din Galeș, după numai șase luni de lucru (pornit la patru zile după sfârșitul războiului de independență din 1877), târnosită la 1 ianuarie 1878 de Episcopul Ghenadie II al Argeșului, cu hramul vechi, la care s-a adăugat Sfinții Împărați Constantin și Elena și Învierea Domnului. Synodicul (actul ctitoresc) arată numele celor 153 de ctitori, în frunte având pe preotul Alecu și pe Manole Brihăilescu – deputat în Parlamentul țării.
Preotul și învățătorul Gheorghe Minculescu (1859-1947) a ctitorit pentru a doua oară biserica, pe aceeași temelie, fiind târnosită la 25 martie 1926 de Episcopul Nichita Duma al Argeșului. El a fost paroh timp de 54 de ani și a văduvit 38 de ani.
Preotul Marin Dana a slujit între 1935-1939 cu multă dăruire, plecând curând ca preot militar la garnizoana din Câmpulung Muscel, dar lăsând în urma sa corul bisericesc de fete, un monument închinat Eroilor satului jertfiți în primul război mondial și clopotnița de piatră.
Preotul Theodor Manda (1911-1988) a ctitorit și el, pentru a treia oară, biserica din Galeș, după cumplitul incendiu din 2-3 iulie 1978, care a pus la grea încercare răbdarea și voința, vrednicia și credința în Dumnezeu a urmașilor chinuiților ardeleni de altădată. După doi ani, la 31 august 1980, biserica nouă a fost târnosită de arhiereul vicar Gherasim al Râmnicului și Argeșului. Părintele Theodor a slujit merituos timp de 44 de ani (1939-1983) atât Altarul cât și Corul mixt țărănesc, căruia i-a dat ființă din ființa sa.

## Muzeul

Muzeul Satului Galeş

Școala din Galeș a fost construită în timpul învățătorului Florea State (1911-1995). Tot el a pus bazele Muzeului Etnografic din Galeș, așezat într-un local propriu, din piatră și bârne, ridicat în 1976 de localnici.